# Generalstaatsanwaltschaft Frankfurt am Main

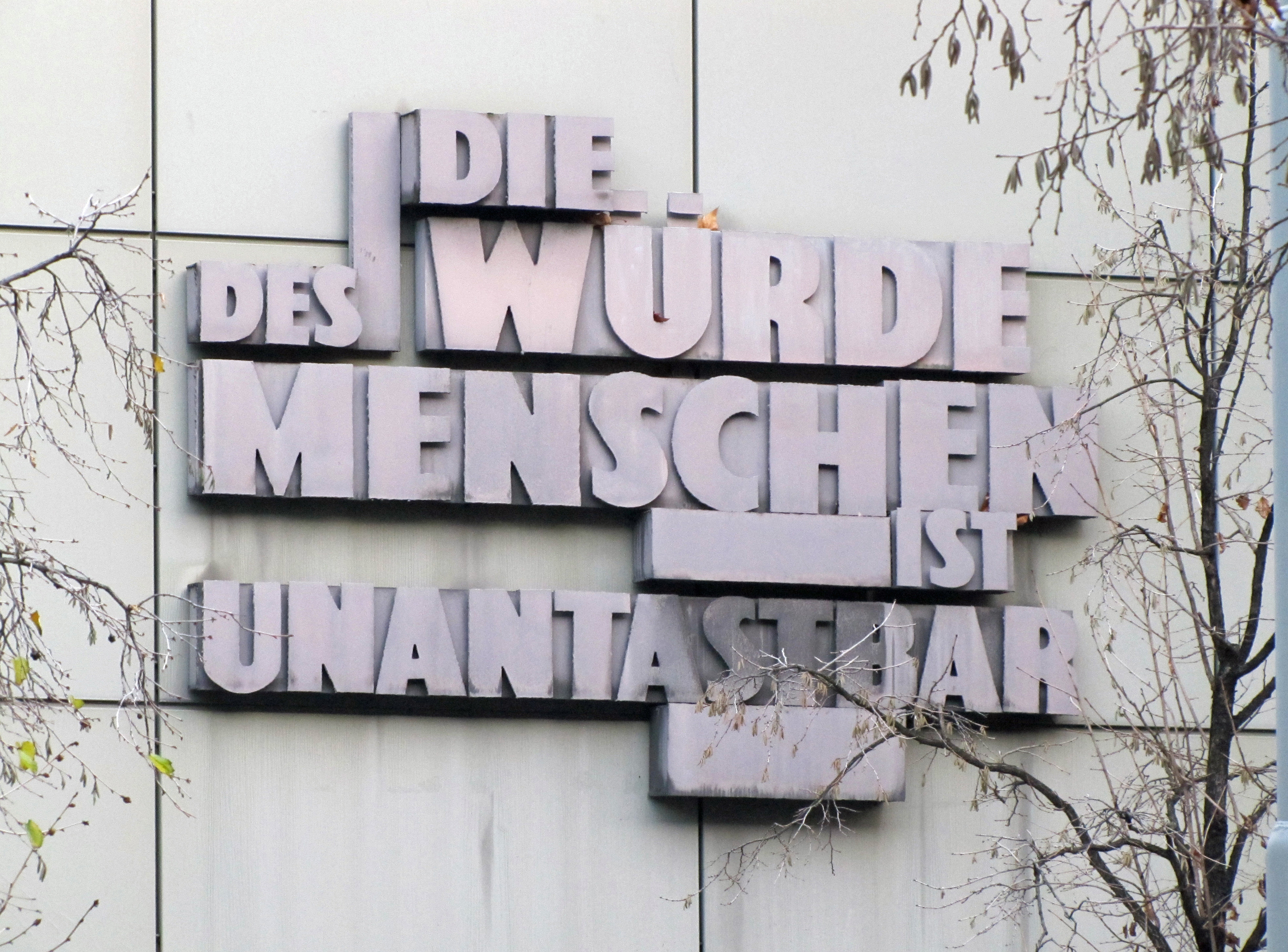
Auf Initiative Fritz Bauers angebrachter Artikel 1, Satz 1 Grundgesetz am Gebäude der Frankfurter Staatsanwaltschaft

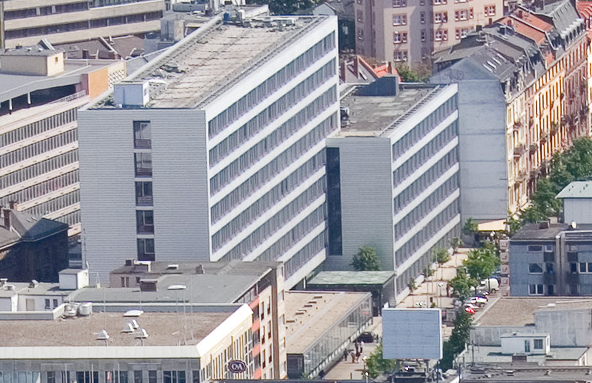
Der Dienstsitz auf der Zeil

Die Generalstaatsanwaltschaft Frankfurt am Main ist eine von 24 Generalstaatsanwaltschaften in der
Bundesrepublik Deutschland und die einzige in Hessen. Sie ist zugleich Sitz der Europäischen Staatsanwaltschaft in Deutschland, da sie mit der Abteilung 20. das sog. „Zentrum Frankfurt am Main“ der 5-Länderzentren der Europäischen Staatsanwaltschaft in Deutschland stellt.

## Aufgaben und Aufbau
Sie ist die fachlich und disziplinarisch vorgesetzte Behörde für die Staatsanwaltschaften Hessens (Darmstadt, Frankfurt am Main, Fulda, Gießen, Hanau, Kassel, Limburg a. d. Lahn, Marburg, Wiesbaden) und die Amtsanwaltschaft Frankfurt am Main. Die Generalstaatsanwaltschaft Frankfurt am Main ist ihrerseits an die Weisungen des Hessischen Justizministeriums gebunden.
Sie hat in sieben Abteilungen 93 Mitarbeiter, davon 34 Staats- und Oberstaatsanwälte (Stand Anfang 2016).
Dienstsitz ist Zeil 42, 60313 Frankfurt am Main.
Leiter der Behörde ist seit dem 9. Dezember 2021 Torsten Kunze.
Ermittlungsbehörde ist die Generalstaatsanwaltschaft bei:
- schweren Staatsschutz-Delikten
- Geldwäsche
- Berufsverfahren gegen Rechtsanwälte und Steuerberater

Im Jahr 2014 hat sie 390 Revisionen, 1.260 Rechtsbeschwerden, 2.264 Beschwerden gegen Verfahrenseinstellungen der landgerichtlichen Staatsanwaltschaften, 1.086 gerichtliche Beschwerden und 214 Haftprüfungen bearbeitet.

### Hauptaufgabe fern eigener Ermittlungsarbeit
Die Hauptarbeit der GStA liegt in der Koordinierung, Hilfestellung, Support für angegliederte und in Hessen angesiedelte Staatsanwaltschaften bei den Landgerichten.

### Eigene Ermittlungsarbeit in beschränkten Bereichen
Die GStA ist selbst zuständig für:
- Geldwäsche-Verdachtsanzeigen
- berufsrechtliche Verfahren gegen Rechtsanwälte und Steuerberater
- Bestechlichkeit und Bestechung von Mandatsträgern (§ 108e StGB)

Darüber hinaus sind die besonderen Einheiten zu nennen.

## Besondere Einheiten
Die GStA umfasst zwei operative, ermittelnde Einheiten. Sie hat aber weitere spezielle Aufgabengebiete, z. B. im Bereich der Internetkriminalität.

### Eingreifreserve
Im April 2000 wurde zur Unterstützung der landgerichtlichen Staatsanwaltschaften eine Eingreifreserve gegründet (Abteilung VII). Ihre Schwerpunkte sind Wirtschaftskriminalität, übergreifende und komplexe Verfahren. Sie besteht aus einem Leitenden Oberstaatsanwalt (Abteilungsleiter), zwei Oberstaatsanwälten, sechs Staatsanwälten, einem Wirtschaftsreferenten und einem Sekretariat. Die Verfahren werden durch den Generalstaatsanwalt zugewiesen.

#### Angegliederte Einheiten
An die Eingreifreserve waren im Laufe der Zeit (2010–2019) zahlreiche andere Zentralstellen mitangegliedert. Unter anderem fand sich hierunter auch die Zentralstelle zur Bekämpfung von Vermögensstraftaten und Korruption im Gesundheitswesen, die 2019 umbenannt wurde und als Hessische Zentralstelle für Medizinwirtschaftsstrafrecht (ZMS) firmierte (siehe unten).

### Zentralstelle zur Bekämpfung der Internetkriminalität
Die Zentralstelle zur Bekämpfung der Internetkriminalität (Teil der Abteilung VI) wurde Anfang des Jahres 2010 als Außenstelle in Gießen errichtet. Sie ermittelt in ganz Hessen bei besonders schwerwiegender oder umfangreicher Internetkriminalität (z. B. Drogenhandel, Datendiebstahl, Kinderpornografie) und besteht aus einem Oberstaatsanwalt und vier Staatsanwälten.

### Zentralstelle für Medizinwirtschaftsstrafrecht
Unter Medizinwirtschaftsstrafrecht fallen alle Straftaten des Strafgesetzbuchs, die als Bestechlichkeit, Bestechung, Untreue, Krankenkassenbetrug erfasst werden, des Arzneimittelgesetzes, Betäubungsmittelgesetzes, Medizinproduktgesetzes, des Sozialgesetzbuchs, des Apothekenrechts, des Krankenhausrechts und viele andere sogenannte Blankettstrafgesetze der Europäischen Union, die in Richtlinien festgelegt sind.

#### Korruptionsskandal (2020–2022)
Die ZMS ist Teil eines Korruptionsskandals, in dessen Fokus die Handlungen des ehemaligen Leiters der Zentralstelle, Oberstaatsanwalt Alexander Badle, stehen. Er soll mehrere Jahre lang Gutachten an Vertreter der Heilberufe vergeben haben und an den dabei erhaltenen Leistungen finanziell beteiligt worden sein. Ihm werden unter anderem Betrug, Untreue, Bestechlichkeit und Steuerdelikte vorgeworfen. Die von der Staatsanwaltschaft Frankfurt am Main erhobene Anklage wurde im Oktober 2022 vom Landgericht Frankfurt am Main zugelassen. Der mutmaßliche Schaden zu Lasten des hessischen Staatshaushalts könnte 500.000 Euro übersteigen. Dazu kommen die Vorwürfe zahlreicher Dienstpflichtverstöße, Suspendierungen und eine zweimal angeordnete U-Haft (2020, 2022).
Die Opposition im hessischen Landtag warf Justizministerin Eva Kühne Hörnemann (CDU) „Salamitaktik“ und unzureichende Aufklärungsarbeit vor. Sie hatte die These von einem „genialen Einzeltäter“ („genialer Mastermind“ – Zitat: Marion Schardt-Sauer, rechtspolitische Sprecherin der FDP) vertreten.

### Zentralstelle zur Bekämpfung von Extremismus und Terrorismus Hessen (ZET-HE)
Diese Zentralstelle ist die sogenannte dritte operative Ermittlungseinheit der GStA Hessen und wird auch tatsächlich ermittlungsmäßig tätig.

### Zentrum Frankfurt am Main – (Länderzentrum und Sitz der Europäischen Staatsanwaltschaft in Deutschland)
Die Generalstaatsanwaltschaft stellt die finanziellen Ressourcen für delegierte Staatsanwälte Deutschlands und bietet ihnen den Dienstort.

## Geschichte

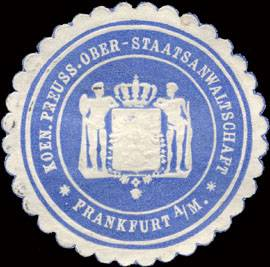
Siegelmarke der Königlich Preußischen Oberstaatsanwaltschaft Frankfurt am Main

Die hessische Generalstaatsanwaltschaft sieht sich selbst als historische Nachfolgerin der ersten in Frankfurt existenten Generalstaatsanwaltschaft aus dem Jahr 1879.
1959 erreichte der damalige hessische Generalstaatsanwalt Fritz Bauer, dass der Bundesgerichtshof die „Untersuchung und Entscheidung“ in der Strafsache gegen Auschwitz-Täter dem Landgericht Frankfurt am Main übertrug. Auf Weisung Bauers leitete die Frankfurter Staatsanwaltschaft ein Ermittlungsverfahren gegen vormalige Angehörige und Führer der SS-Wachmannschaft des Konzentrations- und Vernichtungslagers Auschwitz ein. Der erste Auschwitzprozess in Westdeutschland, die „Strafsache gegen Mulka u. a.“, wurde schließlich im Dezember 1963 gegen 22 Angeklagte vor dem Landgericht Frankfurt eröffnet.
Bauer hatte auch seit 1965 gegen 20 noch lebende hochrangige Juristen des Dritten Reichs wegen „Beihilfe zur heimtückischen Tötung von Geisteskranken“ im Rahmen der Aktion T4 und der Schlegelberger-Konferenz ermitteln lassen. Zwei Jahre nach seinem Tod stellte sein Nachfolger Horst Gauf das für die Justiz unbequeme Verfahren 1970 allerdings in aller Stille wieder ein.
Im Sommer 2020 wurde die Generalstaatsanwaltschaft Frankfurt durch einen Korruptionsskandal erschüttert, in dessen Mittelpunkt Oberstaatsanwalt Alexander Badle stand. Der Spitzenbeamte, der selbst als einer der bundesweit führenden Experten im Bereich der Bekämpfung von Vermögensstraftaten und Korruption im Gesundheitswesen gilt, wurde am 24. Juli 2020 in Untersuchungshaft genommen. Am 13. Januar 2023 begann der Prozess gegen Badle, am 12. Mai 2023 wurde er zu sechs Jahren Freiheitsstrafe verurteilt.

## Generalstaatsanwälte
- Georg Quabbe (1946 bis 1949)
- Georg Heymann (1949 bis 1951)
- Erich Rosenthal-Pelldram (1951 bis 1955)
- Fritz Bauer (1956 bis 1968)
- Horst Gauf (1969 bis 1986)
- Christoph Kulenkampff (1986 bis 1991)
- Hans Christoph Schaefer (1991 bis 2001)
- Dieter Anders (2001 bis 2009)
- Hans-Josef Blumensatt (2009 bis 2015)
- Helmut Fünfsinn (2015 bis 2020)
- Torsten Kunze (seit 2021)[13][14]